# Komunikacja polityczna
Komunikacja polityczna – proces wzajemnych oddziaływań informacyjnych pomiędzy podmiotami polityki połączonymi relacjami władzy, walki i współpracy. W państwie niedemokratycznym komunikacja polityczna przebiega w inny sposób niż w państwie demokratycznym.
Komunikacja polityczna jest częścią  komunikacji społecznej.

## Charakterystyka
W państwie niedemokratycznym dominuje jednokierunkowa komunikacja polityczna. Informacje są przekazywane tylko w jedną stronę – od władzy do społeczeństwa. Społeczeństwo ma do dyspozycji tylko oficjalne, dość ograniczone kanały przekazywania informacji władzy, przez co rząd może być zaskoczony reakcjami społecznymi i chaotycznie na nie reagować. Istnieje państwowy monopol informacyjny: środki przekazu w większości należą do państwa i są przez nie cenzurowane. Jednokierunkowa komunikacja polityczna jest rozumiana jako tożsama z propagandą.
Propaganda polega na wpływaniu przez władzę przy pomocy różnych, często nieetycznych zabiegów – takich jak manipulacja – na opinie, postawy i zachowania społeczne. Jest to niezbyt użyteczne ze względu na to, że propaganda ma dla odbiorcy zdecydowanie negatywne konotacje, łącząc się z takimi działaniami jak manipulacja, wojna psychologiczna, reedukacja, pranie mózgów, a także z jej stosowaniem w państwach totalitarnych – w Niemczech hitlerowskich i Związku Radzieckim oraz w wojnie propagandowej między Wschodem a Zachodem.
W państwie demokratycznym funkcjonuje dwukierunkowa komunikacja polityczna, utrzymywany jest także wysoki poziom otwartości informacyjnej. Władza otrzymuje od społeczeństwa sygnały dzięki niezależnym środkom przekazu, stanowiskom grup nacisku, różnorodnym formom protestu, badaniom opinii publicznej, oddziaływaniu opozycji – i reaguje na nie. Demokratyczne wybory pozwalają na ocenę działalności polityków przez społeczeństwo.
Patrząc na komunikację polityczną w kategoriach marketingowych sygnały od społeczeństwa wskazują na popyt na określone idee i posunięcia, a działania polityków – to podaż. Marketing polityczny stanowi natomiast sposób na zorientowanie się, jaki jest ów popyt i jak najkorzystniej można sprzedać partię na rynku politycznym, wykorzystując różnorakie metody perswazji i programowania neurolingwistycznego.
Władza, rozumiana jako rząd i administracja państwowa, dysponuje własną siecią narzędzi służących komunikacji politycznej, na którą składają się między innymi państwowe instytucje gromadzące i przetwarzające informacje o działalności struktury państwa, urzędy statystyczne, policja i służby specjalne, rządowe instytuty badania opinii publicznej. Informacje uzyskane dzięki tej sieci mogą być przetwarzane i udostępniane zgodnie z potrzebami władzy, a do niewygodnych dla niej informacji może ona bronić dostępu zasłaniając się tajemnicą państwową czy racją stanu.